# Bobo-Usmon Baturow
Bobo-Usmon Baturow (* 16. November 1994 in Jizzax) ist ein usbekischer Boxer. Er war unter anderem Teilnehmer der 2021 in Tokio ausgetragenen Olympischen Spiele 2020.

## Karriere
Baturow wurde 2016, 2018 und 2020 Usbekischer Meister. 2018 gewann er unter anderem mit Siegen gegen Sailom Adi und Aslanbek Schymbergenow die Asienspiele in Jakarta, sowie 2019 unter anderem mit Siegen gegen Aslanbek Schymbergenow und Sewon Okazawa auch die Asienmeisterschaft in Bangkok. Bei der Weltmeisterschaft 2019 in Jekaterinburg siegte er gegen Brian Arregui, Delante Johnson und Zeyad Iashaish, ehe er mit einer Bronzemedaille im Halbfinale gegen Pat McCormack ausschied.
Bei der asiatischen Olympiaqualifikation 2020 in Amman erkämpfte er einen Startplatz bei den 2021 in Tokio ausgetragenen Olympischen Spielen, wo er im Viertelfinale erneut gegen Pat McCormack unterlag. 2021 gewann er unter anderem mit Siegen gegen Vikas Krishan und Abylaichan Schüssipow die Asienmeisterschaft in Dubai.